# Зімбабве
Зімба́бве, Респу́бліка Зімба́бве (англ. Zimbabwe, Republic of Zimbabwe, шона Nyika yeZimbabwe, до 1980 року — Південна Родезія) — держава в Південній Африці. Не має виходу до моря і межує на півночі по річці Замбезі із Замбією, на сході та північному сході з Мозамбіком, на півдні по річці Лімпопо з Південно-Африканською Республікою (ПАР), на заході і південному заході з Ботсваною. Площа країни становить 390 757 км² (59-те місце у світі). Населення: 14,5 млн осіб (72-ге місце у світі; 2016 рік). Столиця: місто Хараре.

## Походження назви
До отримання в 1980 році незалежності впродовж понад 80 років країна була колонією Великої Британії. Раніше офіційно називалася Південною Родезією, а з кінця 1960-х років — Родезією на честь Сесіла Родса, який в 1890-х роках залучив сюди перших білих поселенців.

## Географія
Держава знаходиться в Південній Африці, територія країни простягається з півночі на південь на 740 км, а із заходу на схід — на 820 км. На півночі межує із Замбією (спільний кордон — 795 км); на сході — з Мозамбіком (1230 км); на півдні — з Південно-Африканською Республікою (225 км); на заході — з Ботсваною (815 км). Виходу до моря країна не має.

### Рельєф
Майже всю територію країни займає плато Матабеле та Машона (висота 800—1500 метрів, максимум — 2592 м, гора Ньянгані). На півночі плато знижується до долини річки Замбезі, на півдні — до долини річки Лімпопо. Великі річки: Замбезі та Лімпопо. На північному заході країни на річці Замбезі знаходиться знаменитий водоспад Вікторія висотою 128 метрів і шириною близько 1800 м.
Пагорби Матобо — геологічне утворення у вигляді нагромадження гранітних валунів один на одного у формі колон або стовпів на території Зімбабве. Наразі місцевість Матобо — це національний парк, включений до списку світової спадщини ЮНЕСКО.

### Клімат
Клімат у північній частині субекваторіальний, на півдні — тропічний.

### Внутрішні води

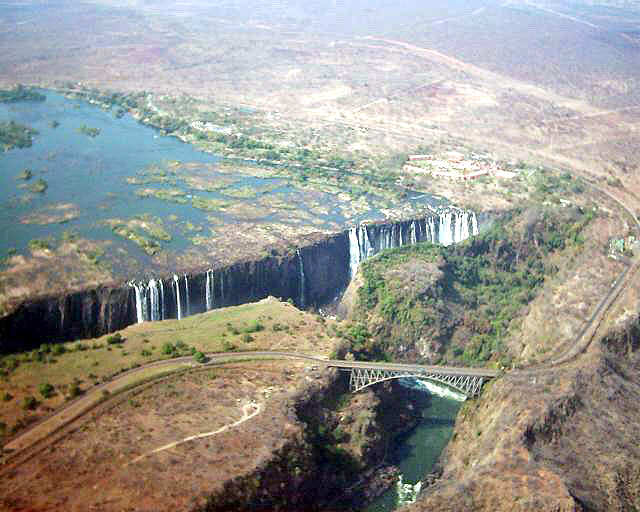
Водоспад Вікторія, кінець верхньої і початок середньої Замбезі

На кордоні країни із Замбією розташований водоспад Вікторія на річці Замбезі, яка падає трьома потоками з висоти 128 метрів. Мовою місцевих жителів водоспад називається Мозе-ла-Тун'я — «Дим, котрий гримить».

### Тваринний світ
У річці Замбезі живе декілька сотень видів прісноводних риб, деякі з них ендемічні. Річкову екосистему поділяє навпіл водоспад Вікторія; лише декілька видів риб зустрічається як вище, так і нижче водоспаду, серед них — терапон і лящ. Для верхньої Замбезі характерні щучки та соми, в нижній частині промислове значення мають цихліди, яких ловлять для їжі.

## Історія
Країна знаходилася під управлінням Британської Південно-Африканської компанії (1889–1923), називаючись Південною Родезією, після чого стала самокерованою британською колонією. Зімбабвійський Африканський Народний Союз (ЗАПУ) був створений у 1961 році на чолі з Джошуа Нкомо, оголошений поза законом у 1962 році. Зімбабвійський Африканський Національний Союз (ЗАНУ) створений у 1963 році на чолі з Робертом Мугабе; заборонений з 1964 року, коли Ієн Сміт став прем'єр-міністром. Сміт оголосив про незалежність у 1965 році, створив нову конституцію й уряд у 1979 році, невизнані Нкомо і Мугабе. Умови незалежності були погоджені в Лондоні в 1979 році, реальна незалежність була досягнута в 1980 році. Мугабе об'єднав пости глави держави й уряду і став виконавчим президентом; ЗАНУ і ЗАПУ формально об'єдналися в 1989 році, що викликало протест проти однопартійного державотворення.

## Політична система
Зімбабве за формою правління є президентською республікою, глава держави — президент, одночасно є головнокомандувачем збройних сил країни. З грудня 1987 по листопад 2017 року президентом був Роберт Габріель Мугабе. Державний устрій — унітарна держава.
Чинна Конституція від 16 березня 2013 року, яка була ухвалена на Конституційному референдумі 2013 року. Деякі положення наберуть чинності лише за 10 років.
Виконавча влада здійснюється президентом і урядом. Президент очолює уряд, призначає віце-президента і міністрів.
За даними Рейтинг недієздатності держав на 2013 рік, Зімбабве посіла в ньому 10-те місце.

### Парламент
Законодавча влада належить однопалатному парламентові, який складається із 150 депутатів. 120 депутатів обираються загальним прямим голосуванням, до складу парламенту входить 10 племінних вождів і 20 депутатів, яких призначає президент. Термін повноважень парламенту — 5 років.

#### Політичні партії
Африканський національний союз Зімбабве-Ндонга (ЗАНУ-Ндонга) (англ. Zimbabwe African National Union-Ndonga, ZANU-Ndonga). Створений у 1977 р. політичними діячами, які вийшли із ЗАНУ. До 1989 р. мав назву ЗАНУ (угруповання Сітоле). Голова — Т. Кумбула (англ. T. Kumbula). Генеральний секретар — Едвін Нгува (англ. Edwin Nguwa).
Африканський національний союз Зімбабве — Патріотичний фронт (ЗАНУ — ПФ) (англ. Zimbabwe African National Union — Patriotic Front — ZANU — PF) — правляча партія. Заснована у 1963 р. 22 грудня 1987 р. підписано угоду про об'єднання партії з Патріотичним фронтом. Президент — Еммерсон Мнангагва. Віце-президент — Саймон В. Музенда (англ. Simon V. Muzenda). Генеральний секретар — Дідімус Мутаса (англ. Didymus Mutasa). Друкарський орган ЦК — журнал «Зімбабве ньюс» (англ. Zimbabwe News). Це добре організована централізована партія, до якої входить переважна більшість у парламенті, користується підтримкою народу шона. Центральний комітет ЗАНУ-ПФ керує партійною фракцією у парламенті й контролює його діяльність. Лідер партії Еммерсон Мнангагва; інші представники керівництва ЗАНУ — ПФ займають більшість міністерських посад. У районах, населених шона, партійний апарат тісно пов'язаний з місцевою адміністрацією. У період боротьби за національну незалежність партія створила ефективну систему місцевих рад і комітетів у східній частині країни, основному районі бойових дій партизанів ЗАНУ, і після приходу Мугабе до влади чимало з місцевих партійних керівників зайняли різні посади в органах місцевої адміністрації. Упродовж 1980-х років ЗАНУ вклала великі кошти в приватний сектор економіки і в деякі державні корпорації і стала значною економічною силою. Багатьох міністрів було призначено членами рад директорів різних компаній. У 1988 р. партія заснувала власну холдінгову компанію — Національну холдінгову корпорацію Зімбабве.
Зімбабвійський рух єдності — ЗРЄ (англ. Zimbabwe Unity Movement — ZUM). Партію засновано у квітні 1989 р. групою Едгара Текере, яка відокремилася від партії ЗАНУ — ПФ. 27 січня 1994 р. ЗРЄ і партія «Об'єднана африканська національна рада» оголосили про об'єднання в єдину партію під назвою «Зімбабвійський рух єдності». Лідер — Едгар Текере (англ. Edgar Tekere).
Консервативний альянс Зімбабве — КАЗ (англ. Conservative Alliance of Zimbabwe). Партія європейського населення. Колишні назви: Родезійський фронт, Республіканський фронт (до липня 1984 р.). Заснована у 1962 р. Президент — Джеральд СМІТ (Gerald Smith). Голова — Майк Мороні (англ. Mike Moroney).
Об'єднані партії — ОП (англ. United Parties — UP). Партію створено у 1994 р. Лідер — Абель МУЗОРЕВА (англ. Abel Muzorewa).
Союз демократів Зімбабве — СДЗ (англ. Zimbabwe Union of Democrats — ZUD). Партію засновано 19 грудня 1998 р. Голова — Маргарет Донго (англ. Margaret Dongo, жін.).
На парламентських виборах 24-25 червня 2000 року до парламенту Зімбабве пройшли наступні політичні партії:
- Африканський національний союз Зімбабве — Патріотичний фронт Зімбабве — 62 місця (51,5 %);
- Рух за демократичні зміни — Африканський національний союз Зімбабве — 1 місце (1 %)[2].

#### Профспілкові об'єднання
У країні добре розвинутий профспілковий рух, який очолює Конгрес профспілок Зімбабве — КПЗ (англ. Zimbabwe Congress of Trade Unions — ZCTU). Установчий з'їзд КПЗ відбувся у 1981 році. Голова — Ісаак Матонго (англ. Isaak Matongo). Генеральний секретар — Ісідоре Зіндога (англ. Isidore Zindoga) (за станом на січень 2002 р.).

### Зовнішня політика
Колишнє володіння Великої Британії (з кінця XIX століття). Входить до Співдружності націй, що очолює Велика Британія.

#### Українсько-зімбабвійські відносини
Уряд Зімбабве офіційно визнав незалежність України 27 січня 1992 року, дипломатичні відносини з Україною встановлено 25 квітня 1992 року шляхом підписання спільного Протоколу Постійними представниками обох країн при ООН у Нью-Йорку. Дипломатичних і консульських представництв в Україні не створено, найближче посольство Зімбабве, що відає справами щодо України, знаходиться в Москві (Росія). Справами України в Зімбабве відає українське посольство в Південно-Африканській Республіці.
12 березня 1996 року з нагоди вручення вірчих грамот Президенту України Л. Д. Кучмі у Києві перебував Надзвичайний і Повноважний Посол Республіки Зімбабве в Україні за сумісництвом Джевана Бен Масеко.
23-25 листопада 1996 року відбувся офіційний візит української урядової делегації на чолі з Міністром Кабінету Міністрів України В. П. Пустовойтенком. У ході візиту були проведені переговори у міністерствах закордонних справ, шахт, промисловості та торгівлі, оборони, земель та водних ресурсів, а також торгово-промисловій палаті Зімбабве. Окрім згаданих зустрічей відбулися паралельні переговори експертів відповідно з вищими посадовими особами міністерства промисловості і торгівлі, а також міністерства фінансів, міністерства шахт та міністерства охорони здоров'я. Під час зустрічей, зімбабвійською стороною було наголошено, що Україна могла б імпортувати такі товари, як тютюн, яловичину, каву, електро- та телекабелі, водночас, експортуючи до Зімбабве сільськогосподарську техніку (комбайни, трактори) та обладнання для буріння артезіанських свердловин.
23 жовтня 2000 року відбулася зустріч заступника міністра закордонних справ України П. Д. Сардачука з Послом Республіки Зімбабве в Україні за сумісництвом Агріппою Мутамбара з нагоди вручення ним копій вірчих грамот. 24 жовтня 2000 р. посол Агріппа Мутамбара вручив вірчі грамоти Президенту України Л. Д. Кучмі.
У березні 2011 група консультантів із комунікацій сталого розвитку, що працювала над створенням та розвитком Релігійно Інформаційної Служби України (РІСУ), започаткувала інтернет портал про релігії в Зімбабве RelZim.org.
27 березня 2014 року представник Зімбабве в ООН проголосував проти резолюції Генеральної Асамблеї ООН про підтримку територіальної цілісності України на фоні Кримської кризи.

## Адміністративно-територіальній поділ
Територія держави поділяється на 8 провінцій і 2 окремих міста, які, в свою чергу, поділяються на райони. Провінції очолюють губернатори, окремі з яких сконцентрували в своїх руках значну політичну і економічну владу. Управління в районах здійснюють виборчі ради. У деяких районах управляють місцеві ради, обрані мери і чиновники.
| №  | Провінція              | Адміністративний центр | Площа, км² | Населення (2002), ос. | Щільність, ос./км² |
| -- | ---------------------- | ---------------------- | ---------- | --------------------- | ------------------ |
| 1  | Булавайо               | Булавайо               | 479        | 676 787               | 1412,92            |
| 2  | Хараре                 | Хараре                 | 872        | 1903510               | 2182,92            |
| 3  | Манікаленд             | Мутаре                 | 36459      | 1566889               | 42,98              |
| 4  | Центральний Машоналенд | Біндура                | 28374      | 998 265               | 35,18              |
| 5  | Східний Машоналенд     | Марондера              | 32230      | 1125355               | 34,92              |
| 6  | Західний Машоналенд    | Чинхої                 | 57441      | 1222583               | 21,28              |
| 7  | Масвінго               | Масвінго               | 56566      | 1318705               | 23,31              |
| 8  | Північний Матабелеленд | Лупане                 | 75025      | 701 359               | 9,35               |
| 9  | Південний Матабелеленд | Гванда                 | 54172      | 654 879               | 12,09              |
| 10 | Мідлендс               | Гверу                  | 49166      | 1466331               | 29,83              |
|    | Всього                 |                        | 390757     | 11634713              | 29,77              |

## Збройні сили
Національна армія Зімбабве сформована в 1980 році шляхом об'єднання 50 тис. бійців ЗАНУ і ЗАПУ з регулярною армією режиму білої меншини — Родезійськими силами безпеки.
Чисельність збройних сил у 2000 році складала 40 тис. військовослужбовців, 36 тис. з яких служили в сухопутних військах і 4 тис. — у ВПС. Загальні витрати на армію склали 235 млн доларів США.
Керівництво Зімбабве виявило значний інтерес до закупівлі озброєння і військової техніки у 1998 році після інтернаціоналізації збройного конфлікту в Демократичній Республіці Конго (ДРК). Проте країна зацікавлена не в нових видах озброєння, а в тих, які були в експлуатації.
Після того, як збройні сили Зімбабве разом із військами Анголи і Намібії включилися у конфлікт в ДРК, виник попит на вертольоти і винищувачі МіГ-23. Як свідчать джерела, він був задоволений виключно російськими торговцями зброєю.

## Економіка
Зімбабве — колись одна з найбільш промислово розвинених держав Південної Африки у теперішній час страждає від затяжної системної кризи, що спричинена внутрішніми чинниками. Валовий внутрішній продукт (ВВП) у 2016 році склав 28,33 млрд доларів США (ПКС); що у перерахунку на одну особу становить 2 тис. доларів (204 місце у світі). Промисловість разом із будівництвом становить 24 % від ВВП держави; аграрне виробництво разом із лісовим господарством і рибальством — 18 %; сфера обслуговування — 58 % (станом на 2002 рік). Економічно активне населення — 4,0 млн (оцінка 2008 року). Зайнятість активного населення у господарстві країни розподіляється наступним чином: 12 % — промисловість і будівництво; 67 % — аграрне, лісове і рибне господарства; 21 % — сфера обслуговування (станом на 2006 рік). Безробіття на рівні 80 %. Нижче рівня бідності живе не менше 68 % населення.
Надходження в державний бюджет Зімбабве за 2006 рік склали 1,4 млрд доларів США, а витрати — 1,9 млрд; дефіцит становив 27 %. Наприкінці січня 2013 року міністерство фінансів Зімбабве звітувало, що вони мають лише 217 $ у скарбниці і вимушені звернутися за пожертвами для проведення наступних виборів, які оцінюються в 107 мільйонів доларів.
Країна багата на корисні копалини і має розвинутий промисловий сектор, який процвітає завдяки товарному сільськогосподарському виробництву, сучасній добре розвинутій базі виробничої інфраструктури і кваліфікованим кадрам робітників.

### Валюта

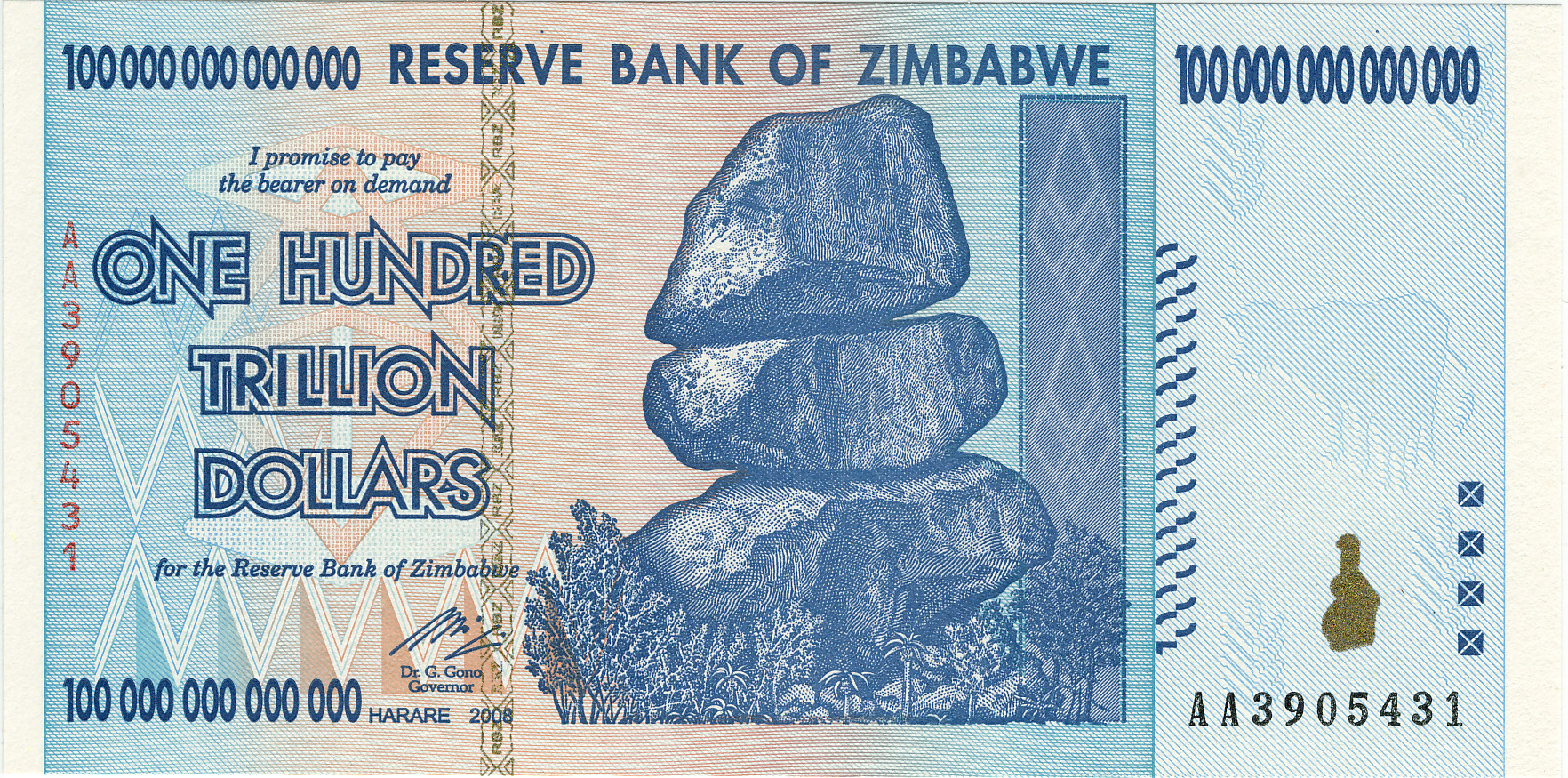
Банкнота в 100 трильйонів доларів Зімбабве

До 2009 року національною валютою країни слугував долар Зімбабве.

### Промисловість
Головні галузі промисловості: харчова (тютюн, пиво), легка (текстильна, взуттєва, швейна), деревопереробна (меблева, целюлозно-паперова), хімічна і нафтопереробна, металургійна і металообробна.
Підприємства обробної промисловості сконцентровані в районі Хараре і Булавайо. Збиткові державні металургійні підприємства знаходяться в Квекве і поблизу Редкліффа.

### Гірнича промисловість
Країна багата на корисні копалини. Головними галузями гірничої промисловості є розробка мідних, нікелевих і золотоносних покладів.

### Енергетика
Понад 50 % необхідної енергії виробляється з місцевої сировини. Наприкінці 1990-х років бл. 45 % споживаної енергії виробляли ТЕС, які працювали на вугіллі з родовища Хванге, і 18 % — на ГЕС Кариба на річці Замбезі. Близько 18 % електроенергії експортують.
За 2004 рік було вироблено 9,4 млн кВт·год електроенергії (експортовано 0 млрд кВт·год); загальний обсяг спожитої — 11 млрд кВт·год (імпортовано 2,3 млрд кВт·год).
У структурі енергоспоживання близько 20 % — нафта, що надходить нафтопроводом з порту Бейра (Мозамбік). У 2004 році споживання нафти склало 22,5 тис. барелів на добу (100 % імпортована), природний газ не використовується для господарських потреб.

### Агровиробництво
У сільськогосподарському обробітку знаходиться 19,2 % площі держави. Головні сільськогосподарські культури: тютюн, цукрова тростина, бавовник, зернові культури, кава, чай, соняшник, овочі, фрукти.
За часів, коли більшість сільськогосподарських земель оброблялось фермерами європейського походження, країна не тільки забезпечувала себе продуктами харчування, але й поставляла товарну продукцію на експорт.
Поголів'я великої рогатої худоби в країни становить 5 млн голів, кіз — 3 млн голів.

### Транспорт
Осн. тр-т: залізничний, автомобільний. Бл. 90 % вантажних перевезень здійснюється залізницею. Довжина залізниці Зімбабве — понад 2,7 тис. км, вона з'єднує головні міста і центри видобувної промисловості. Залізнична мережа Зімбабве сполучена із залізницями сусідніх країн — Мозамбіку (з портами Бейра і Мапуту), Ботсвани і ПАР (з портами Дурбан, Іст-Лондон і Порт-Елізабет), Замбії, Танзанії (порт Дар-ес-Салам) і ДРК. Міжнародні аеропорти знаходяться в околицях Хараре, Булавайо і Вікторія-Фолс, в інших містах є аеропорти місцевого значення. Головна державна авіакомпанія «Ейр Зімбабве» обслуговує внутрішні авіалінії, а також здійснює авіарейси в сусідні країни і Європу.

### Туризм
У 1996 році Зімбабве відвідало 1,7 млн іноземних туристів, що дало прибуток у 1,3 млрд доларів США.

### Зовнішня торгівля
Основні торговельні партнери Зімбабве: Південно-Африканська Республіка, Велика Британія, США.
Держава експортує: тютюн (30 %), золото (12 %), кукурудза, хроміти. Основні покупці: ПАР (12 %); Велика Британія (12 %). У 2006 році вартість експорту склала 1,7 млрд доларів США.
Держава імпортує: промислові вироби (70 %), паливо (10 %), продукти харчування. Основні імпортери: ПАР (37 %); Велика Британія (7 %); США (7 %). У 2006 році вартість імпорту склала 2 млрд доларів США.

#### Україна
У 2014 році обсяг торгівлі товарами між Україною і Зімбабве склав 6,1 млн доларів США та зменшився в порівнянні з 2013 роком на 14,5 %. Негативне сальдо для України за цей період склало 4,9 млн доларів США. Експорт товарів з України до Зімбабве склав 623,4 тис. доларів США та зменшився на 67,5 %, імпорт товарів із Зімбабве в Україну склав 5,5 млн доларів США та збільшився на 4,8 %.

## Населення

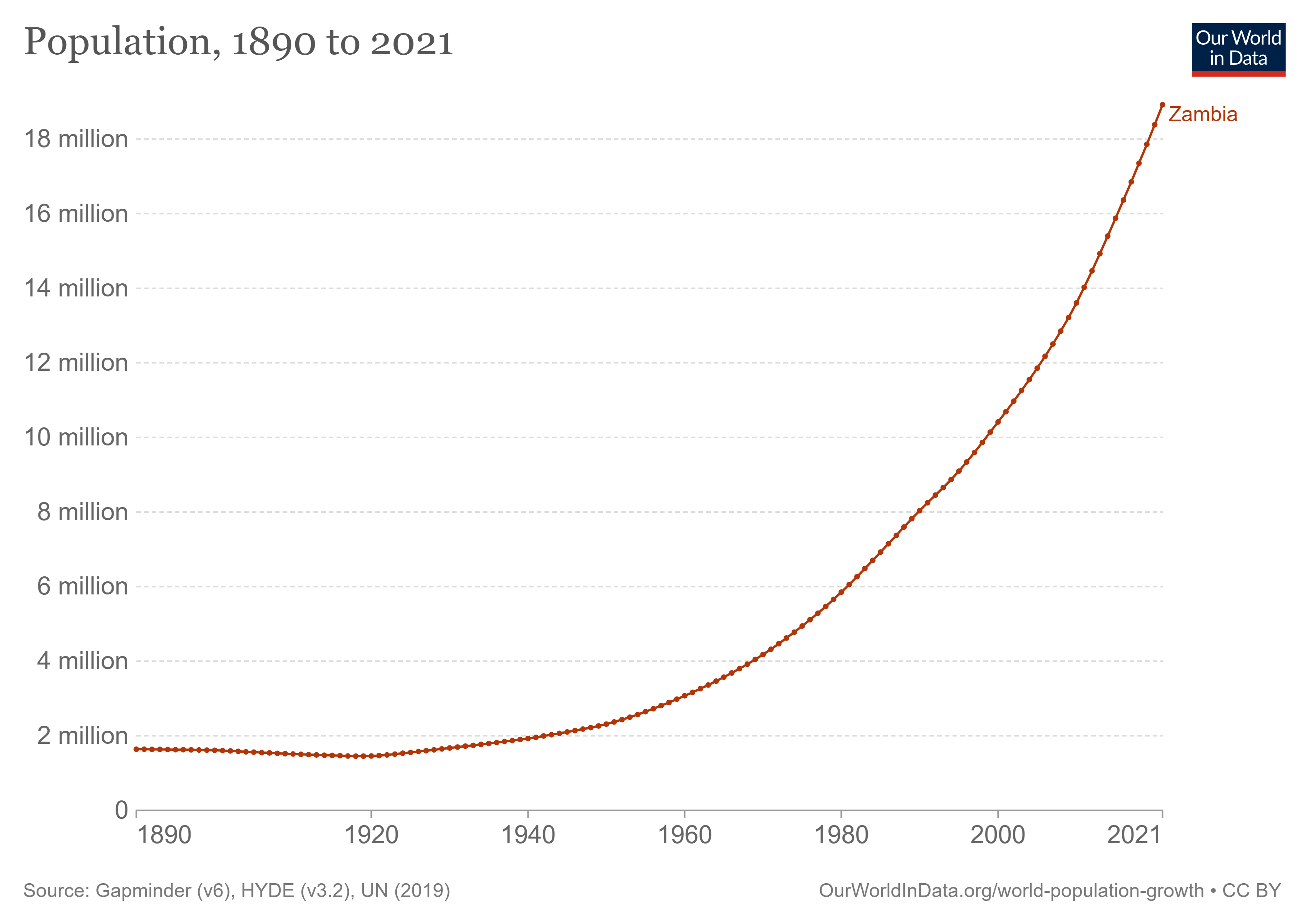
Демографія

Населення держави у 2016 році становило 14,5 млн осіб (72-ге місце у світі). Населення країни стрімко зростає: в 1954 році воно становило 3,2 млн осіб, у 1970 році — 5,3 млн осіб, у 1980 році — 7,1 млн осіб.
Густота населення: 29,1 осіб/км² (141-ше місце у світі). Згідно статистичних даних за 2006 рік народжуваність 28 ‰; смертність 21,8 ‰; природний приріст 6,2 ‰.
Вікова піраміда населення виглядає наступним чином (станом на 2006 рік):
- діти віком до 14 років — 37,4 % (2,3 млн чоловіків, 2,3 млн жінок);
- дорослі (15-64 років) — 59,1 % (3,6 млн чоловіків, 3,6 млн жінок);
- особи похилого віку (65 років і старіші) — 3,5 % (0,20 млн чоловіків, 0,23 млн жінок).

Темпи приросту населення різко знизилися до 0,62 % (оцінка) через пандемію СНІДу (інфікованих — бл. 1,3 млн) та еміграції. Країну покинули до 4 млн зімбабвійців, щотижня від СНІДу помирає 5 тис. осіб.

### Урбанізація
Рівень урбанізованості (частка міських жителів від загальної чисельності населення країни) у 2015 році склав 32,4 %. Найбільші міста країни: Хараре (1,7 млн осіб), Булавайо (750 тис. осіб), Читунгвіза (350 тис. осіб).
Приблизно кожний третій африканець і майже все біле населення країни проживає у містах.

### Етнічний склад

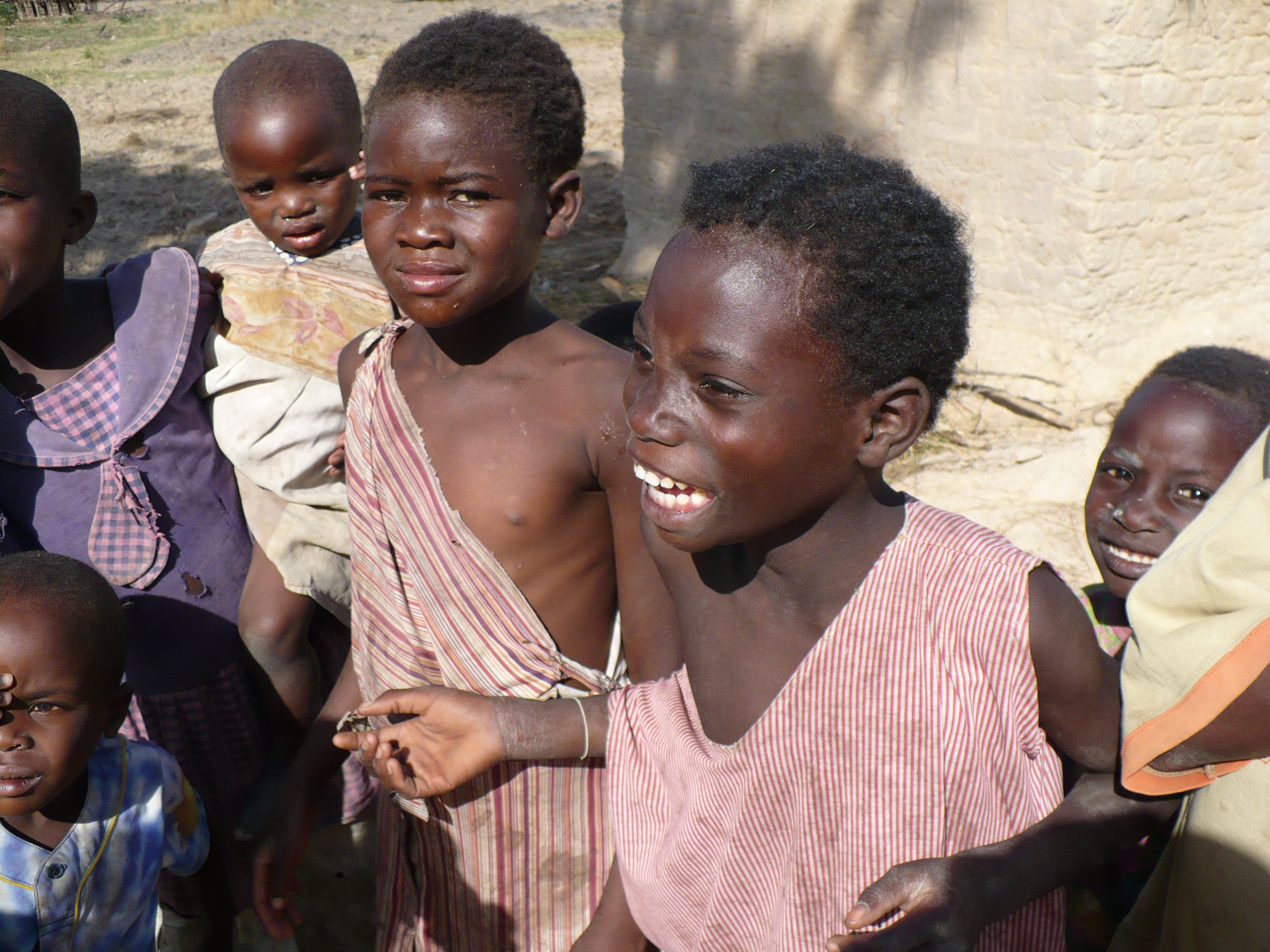

Головні етноси, що складають зімбабвійську націю: шона — 71 %, ндебеле — 17 %, тсонга, європейці, метиси. На півдні окремими групами розселені етнічні меншини — тсонга, венда, педи і тсвана, а на північному сході — нсенга, чікунда та ін., що входять в етнічну спільність малаві. Серед європейського населення найбільше англійців, які живуть головним чином у містах. На початку XXI століття чисельність білого населення складала приблизно 0,5 %, а в 1980 році — 5 %.

### Мови
Державна мова: англійська. Поширені мови: шона, ндебеле. 98 % населення Зімбабве складають народи, що говорять бенуе-конголезькими мовами.

### Релігії
Головні релігії держави: протестантизм — 60 % населення, католицтво — 20 %, анімізм — 20 %. Присутня незначна кількість мусульман та індуїстів. Синкретичну релігію (християнство, переплетене з місцевими віруваннями) сповідує приблизно половина населення.

### Охорона здоров'я
Середня тривалість життя у 2016 році становила 58 років: для чоловіків — 57,3 року, для жінок — 58,7 року. Середня тривалість життя у 1991 році становила 61 рік. Смертність немовлят до 1 року становила 51,7 ‰ (станом на 2006 рік). Населення забезпечене місцями в стаціонарах лікарень на рівні 1 ліжко-місце на 330 жителів; лікарями — 1 лікар на 6,3 тис. жителів (станом на 1996 рік). Витрати на охорону здоров'я у 2014 році склали 6.4 % від ВВП.
У 1993 році 36 % населення було забезпечено питною водою.
За оцінками ООН, в Зімбабве — більш ніж половина всіх живих зараз 15-літніх хлопчиків загинуть від СНІДу.

### Освіта
Рівень письменності в 2003 році становив 90,7 %: 94,2 % серед чоловіків, 87,2 % серед жінок.
Витрати на освіту в 1996 році склали 2,9 % від ВВП.
Після 1980 року уряд значно розширив систему початкової (семирічна — з 7 до 14 років) і середньої освіти (шестирічна — з 14 до 20 років).
Початкова освіта стала безплатною, а з 1987 року — обов'язковою. За роки незалежності кількість початкових шкіл збільшилася удвічі. Значні державні субсидії були виділені на розвиток системи середньої освіти — кількість середніх шкіл збільшилася з 177 у 1980 р. до 1512 у 1990-му році. У кожному районі країни є принаймні одна середня школа.
На кінець 1980-х років майже кожна дитина відповідного віку відвідувала початкову школу і майже 60 % юних зімбабвійців навчалися в середній школі. У 1994 році у початкових школах навчалося 2,5 млн дітей. Кількість учнів середніх шкіл збільшилася з 73,5 тис. у 1979 році до більш як 700 тис. у 1994-му.
Вищу освіту можна здобути в університеті Зімбабве в Харарі, де в 1998 році навчалося 10 тис. студентів. Набагато менше студентів проходили курс навчання в Національному науково-технологічному університеті в Булавайо і приватному Африканському університеті в Мутарі, який субсидується релігійними організаціями. 20 тис. студентів навчаються у технічних коледжах, 16 тис. — у педагогічних і 1 тис. — в сільськогосподарських.
Лише великі міста мають у своєму розпорядженні власні бібліотеки.

### Інтернет
У 2001 році всесвітньою мережею Інтернет у Зімбабве користувались 30 тис. осіб.

## Культура
У Хараре знаходяться Національний архів і Національна картинна галерея, Археологічний музей міжнародного значення відкрито в Булавайо.

### Свята
- 1 січня — Новий рік.
- 18 квітня (24 січня) — День Незалежності.
- 1 травня — День Праці.
- 25 травня — День Африки.
- 11 серпня — День Героїв.
- 12 серпня — День Захисних Сил.
- 25—26 грудня — Різдво

### Засоби масової інформації
Держава контролює ряд щоденних і недільних газет: «Геральд» і «Санді мейл» видаються в Харарі, «Кронікл» — в Булавайо і «Маніка пост» — в Мутарі. У числі впливових незалежних щотижневих видань, які виходять в Харарі, «Файненшнл газетт».
- «Аутпост» (Outpost — «Аванпост»). Щотижневий журнал англійською мовою. Виходить раз у два місяці. Видається в Харарі. Заснований у 1911 р. Наклад 21 тис.
- «Геральд» (The Herald — «Вісник»). Щоденна газета англійською мовою. Наближена до урядових кіл. Видається в Харарі. Заснована у 1891 р. Наклад 122 тис.
- «Зімбабве ньюс» (Zimbabwe News — «Новини Зімбабве»). Щомісячний журнал англійською мовою. Видається в Харарі. Заснований у 1974 р. Орган ЦК Африканського національного союзу Зімбабве — Патріотичного фронту (ЗАНУ — ПФ).
- «Зімбабвіан гавернмент газетт» (Zimbabwean Government Gazette — «Зімбабвійська урядова газета»). Щотижневий урядовий бюлетень англійською мовою. Видається в Харарі. Наклад 3 тис.
- «Кронікл» (The Chronicle — «Хроніка»). Щоденна газета англійською мовою. Видається в Булавайо. Заснована у 1894 р. Наклад 44 тис.
- «Маніка пост» (Manica Post — «Пошта Маніки»). Колишня назва — «Умталі пост». Щотижнева газета англійською мовою. Видається в Мутарі (колишній Умталі). Заснована у 1893 р. Наклад 20 тис.
- «Мото» (Moto — «Вогонь»). Щомісячний журнал. Виходить у Харарі англійською мовою. Наклад 30 тис. Видається видавництвом, що належить католицькій церкві Зімбабве.
- «Санді мейл» (Sunday Mail — «Недільна пошта»). Недільна газета англійською мовою. Видається в Харарі. Заснована у 1935 р. Наклад близько 159 тис. Контролюється урядом.
- «Санді ньюс» (Sunday News — «Недільні новини»). Недільна газета англійською мовою. Видається в Булавайо. Заснована у 1930 р. Наклад 50 тис.
- «Файненшл газетт» (The Financial Gazette — «Фінансова газета»). Щотижнева газета ділових кіл. Видається в Харарі англійською мовою. Заснована у 1970 р. Наклад 14 тис. Розповсюджується також у ПАР, Замбії, Малаві, Мозамбіку.

Міжафриканське інформаційне агентство Зімбабве (ЗІАНА) (Zimbabwe Inter-African News Agency — ZIANA). Належить Тресту засобів масової інформації Зімбабве, що діє як акціонерне товариство, основний капітал якого належить державі. Засноване у 1981 р. Розміщене в Харарі.
Радіомовна корпорація Зімбабве (Zimbabwe Broadcasting Corporation). Державна служба радіомовлення. Заснована у 1964 р. Розташована в Харарі. Радіопередачі проводяться англійською та місцевими мовами.